# Coleura seychellensis
Espèce
Statut de conservation UICN

 CR C2a(i) : 
En danger critique
Répartition géographique
Coleura seychellensis est une espèce de mammifères chiroptères (chauves-souris), insectivores, de la famille des Emballonuridae,endémique des îles Mahé et Silhouette aux Seychelles. Il fait partie de la liste des 100 espèces les plus menacées au monde établie par l'UICN en 2012.

## Répartition et habitat
Ces chauves-souris sont des insectivores nocturnes qui vivent en communauté dans les grottes. L'espèce endémique est uniquement présente dans deux grottes situées sur les îles Mahé et Silhouette aux Seychelles.

## Description
La chauve-souris des Seychelles est l'un des mammifères les plus rares au monde. Ces petites chauves-souris sont de couleur brun rougeâtre avec les parties inférieures plus pâles.

## Statut
L’espèce était auparavant abondante dans une grande partie de l’archipel, mais est désormais en danger critique d'extinction. On estime qu'il existe moins de cent individus dans le monde. Cela peut s'expliquer par la détérioration de son habitat.